# Synoicus
Synoicus és un gènere d'ocells de la subfamília dels perdicins (Perdicinae), dins la família dels fasiànids (Phasianidae). Aquestes guatlles viuen en zones obertes, de vegades terres de conreu i praderies humides, d'Àfrica, i Àsia fins a Melanèsia i Austràlia.

## Taxonomia
Es descriuen 4 espècies dins aquest gènere:
- Guatlla blava africana (Synoicus adansonii).
- Guatlla blava asiàtica (Synoicus chinensis).
- Guatlla bruna (Synoicus ypsilophorus).
- Guatlla muntanyenca (Synoicus monorthonyx)

Les dues "guatlles blaves han estat incloses al gènere Excalfactoria (Bonaparte, 1856) per alguns autors. Totes quatre espècies han estat incloses a Coturnix.